# Олтеніца
Олтеніца (рум. Oltenița) — місто у повіті Келераш в Румунії, що має статус муніципію.
Місто розташоване на відстані 58 км на південний схід від Бухареста, 56 км на захід від Келераші.

## Населення
За даними перепису населення 2002 року у місті проживали 27 213 осіб.
Національний склад населення міста:
| Національність   | Кількість осіб | Відсоток |
| ---------------- | -------------- | -------- |
| румуни           | 25115          | 92,3%    |
| цигани           | 1982           | 7,3%     |
| турки            | 80             | 0,3%     |
| угорці           | 12             | < 0,1%   |
| болгари          | 6              | < 0,1%   |
| росіяни-липовани | 5              | < 0,1%   |
| греки            | 2              | < 0,1%   |
| німці            | 1              | < 0,1%   |
| чехи             | 1              | < 0,1%   |
| чанго            | 1              | < 0,1%   |

Рідною мовою назвали:
| Мова       | Кількість осіб | Відсоток |
| ---------- | -------------- | -------- |
| румунська  | 26263          | 96,5%    |
| циганська  | 879            | 3,2%     |
| турецька   | 44             | 0,2%     |
| угорська   | 12             | < 0,1%   |
| російська  | 2              | < 0,1%   |
| болгарська | 2              | < 0,1%   |
| грецька    | 2              | < 0,1%   |
| чеська     | 1              | < 0,1%   |

Склад населення міста за віросповіданням:
| Релігія                             | Кількість осіб | Відсоток |
| ----------------------------------- | -------------- | -------- |
| православні                         | 27004          | 99,2%    |
| мусульмани                          | 75             | 0,3%     |
| адвентисти                          | 51             | 0,2%     |
| п'ятдесятники                       | 27             | 0,1%     |
| римо-католики                       | 16             | 0,1%     |
| греко-католики                      | 9              | < 0,1%   |
| атеїсти                             | 6              | < 0,1%   |
| не релігійні                        | 4              | < 0,1%   |
| старообрядці                        | 3              | < 0,1%   |
| лютерани                            | 3              | < 0,1%   |
| реформати                           | 2              | < 0,1%   |
| баптисти                            | 2              | < 0,1%   |
| бретрени                            | 2              | < 0,1%   |
| лютерани (Аугсбурзького сповідання) | 1              | < 0,1%   |
| не вказали релігію                  | 2              | < 0,1%   |

## Зовнішні посилання
- Дані про місто Олтеніца на сайті Ghidul Primăriilor